# Hanna Tivander
Johanna (Hanna) Fredrika Tivander, född Rosendahl i Stockholm 27 juni 1843, död 19 juni 1883, var en svensk skådespelare. 
Hon var elev hos Anders Selinder och var aktiv vid Anders Selinders teatersällskap 1858-66, hos Constantin Rohdes 1866—69, hos Gustaf Haqvinius 1869-70 och Knut Tivanders från 1870.
Kända roller var Fiorella i Frihetsbröderna, Césarine i Theblomma, Eva i Studentskor, Maritana i Don Cesar de Bazano, Felix i Villebråds-tjufvarne, Raphael i Prinsessan af Trebizonde, Prins Léo i Hofvet i Abdera, Primavera i Bockfoten och Berenice i Ett bröllop i Paris.